# Браїм Сулейман
Браїм Сулейман (фр. Brahim Souleymane, нар. 30 грудня 1986, Нуакшот) — мавританський футболіст, воротар клубу «Нуадібу» і національної збірної Мавританії.

## Клубна кар'єра
Починав вистипи в команді «АСАК Конкорд», з якої 2009 року перейшов до клубу «Тевраг-Зейна». Відіграв за цб команду з Нуакшота наступні шість сезонів своєї ігрової кар'єри.
2015 року уклав контракт з клубом «Ксар», у складі якого провів наступні два роки своєї кар'єри гравця. 
З 2017 року захищає кольори «Нуадібу».
| Дата       | Місто | Господарі  | Результат | Гості      | Турнір                                   | Голи | Примітки |
| ---------- | ----- | ---------- | --------- | ---------- | ---------------------------------------- | ---- | -------- |
| 24-06-2019 | Суец  | Малі       | 4 – 1     | Мавританія | Кубок африканських націй 2019 - 1-й етап | -4   | 79'      |
| 29-06-2019 | Суец  | Мавританія | 0 – 0     | Ангола     | Кубок африканських націй 2019 - 1-й етап | -    |          |
| 02-07-2019 | Суец  | Мавританія | 0 – 0     | Туніс      | Кубок африканських націй 2019 - 1-й етап | -    |          |
| Усього     |       | Матчів     | 3         |            | Голів                                    | -4   |          |